# 1975

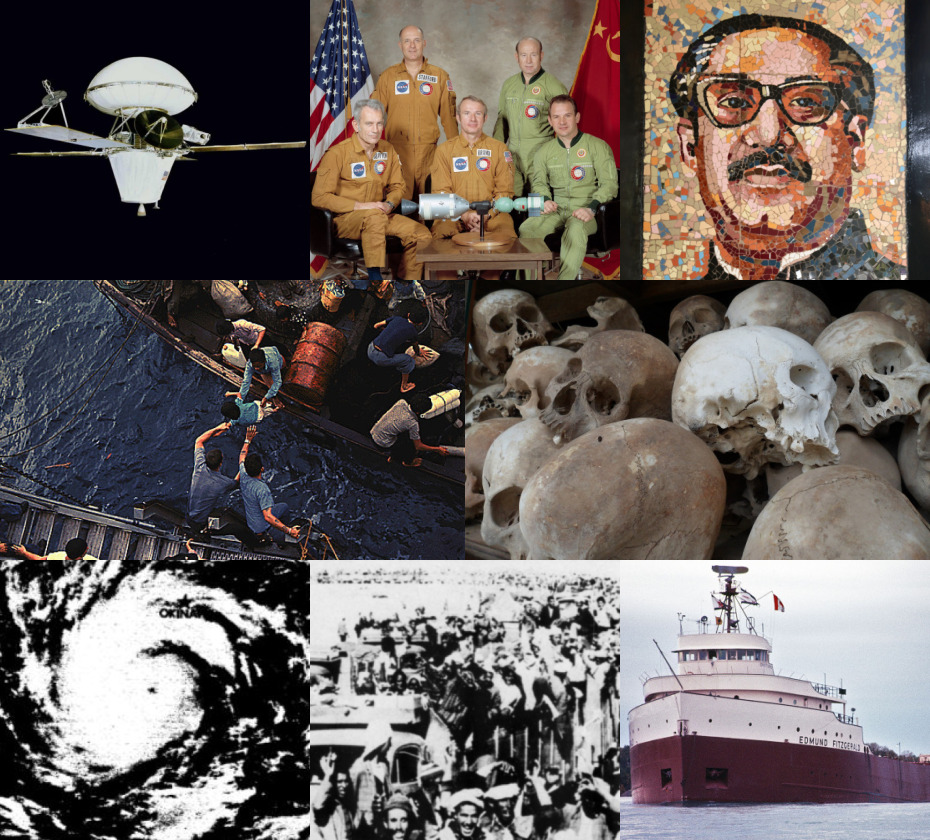
En el sentido de las agujas del reloj desde la parte superior izquierda: se lanza la sonda espacial Viking 1; se realiza Apollo-Soyuz, la primera misión espacial internacional tripulada; Sheikh Mujibur Rahman es asesinado por el ejército de Bangladesh; los Jemeres Rojos llevaron a cabo un genocidio en Camboya, matando a casi dos millones de personas; el SS Edmund Fitzgerald se hunde en el lago Superior sin supervivientes; Marcha Verde marroquí para anexionarse el Sahara Occidental; el tifón Nina mata a 229.000 personas en Taiwán y China; la caída de Saigón marcó el final de la guerra de Vietnam.

1975 (MCMLXXV) fue un año común comenzado en miércoles según el calendario gregoriano. Fue designado como:
- El Año del Conejo, según el horóscopo chino.
- El Año Internacional de la Mujer, por la Organización de las Naciones Unidas, véase también Conferencia Mundial sobre la Mujer.

## Acontecimientos

#### Enero
- 5 de enero: en el lago Illawarra (Australia) se rompe el puente de Tasmania por el paso de un carguero; mueren 12 personas.
- 11 de enero: en Chile, el dictador Augusto Pinochet libera (y exilia a Rumanía) a Clodomiro Almeyda, Jorge Tapia Valdés y otras tres personalidades del Gobierno de Salvador Allende (que Pinochet derrocó en 1973).
- 17 de enero: en Colombia fallece el expresidente Gustavo Rojas Pinilla.
- 19 de enero: en el estado indio de Himachal Pradesh se registra un terremoto de 6,8 que deja un saldo de 47 fallecidos.
- 24 de enero: en el teatro Köln Ópera de la ciudad de Colonia (Alemania), el pianista estadounidense Keith Jarrett (1945‑), de solo 29 años, realiza un recital improvisado para piano solo, del que se grabará su álbum en vivo The Köln concert.

#### Febrero
- 1 de febrero: en las Islas Near en Alaska, se registra un fuerte terremoto de 7,6 que causa graves daños y varios heridos.
- 3 de febrero: en Cali (Colombia) las FARC secuestran al cónsul honorario de los Países Bajos en esa ciudad.
- 4 de febrero: se registra un fuerte terremoto de 7,5 en la ciudad china de Haicheng causando la muerte de más de 2.000 personas.
- 5 de febrero: en Lima (Perú) comienza el Tacnazo.
- 5 de febrero: en Argentina, comienza el Operativo Independencia, que se extenderá hasta el 28 de septiembre de 1977. El operativo de contrainsurgencia incluyó combates y actos represivos contra las organizaciones guerrilleras Ejército Revolucionario del Pueblo (ERP) —que buscaba instalar un «foco revolucionario» en el monte tucumano— y Montoneros, partidos políticos, sindicatos, organizaciones estudiantiles y religiosas, y activistas populares en general.
- 7 de febrero: en Argentina, miembros del grupo armado Montoneros asesinan a Antonio Muscat, directivo de la fábrica Alba.
- 8 de febrero: los mandatarios de Chile y Bolivia, el dictador Augusto Pinochet y el general Hugo Banzer respectivamente, suscriben el Acuerdo de Charaña, restableciendo las relaciones diplomáticas entre ambos países.
- 10 de febrero: en Buenos Aires (Argentina) la presidenta Isabel Martínez de Perón decide que el Ejército Argentino intervenga contra la guerrilla montonera; esa decisión desatará la represión ilegal.
- 11 de febrero: en Reino Unido, Margaret Thatcher es elegida presidenta del Partido Conservador británico.
- 11 de febrero: en Antananarivo (Madagascar) es asesinado el coronel Richard Ratsimandrava, presidente desde el 5 de febrero.
- 18 de febrero: el Tribunal Constitucional italiano admite el aborto terapéutico.
- 23 de febrero: la Santa Sede reprende a Hans Küng (profesor de teología en la Universidad de Tubinga) por sus controvertidas tesis.
- 28 de febrero: en Londres, un tren de metro choca contra la pared al final de la línea, en la estación de Moorgate, ocasionando 44 muertes.

#### Marzo
- 1 de marzo: en Australia comienzan las emisiones de la televisión a color.
- 3 de marzo: en España se realiza un atentado contra el monumento de la Cruz de los Caídos.
- 4 de marzo: en Reino Unido, la reina Isabel II nombra caballero al actor Charlie Chaplin.
- 6 de marzo: se producen los Acuerdos de Argel entre Irán e Irak, por los que se establece la frontera entre ambos países, en particular a lo largo de la vaguada del río Arvand o Shatt al-Arab hasta la desembocadura en el golfo Pérsico.
- 8 de marzo: la Organización de las Naciones Unidas proclama el Día Internacional de la Mujer.
- 13 de marzo: se abre el primer restaurante Chili's.
- 21 de marzo: en el Gran Buenos Aires (Argentina) la Triple A perpetra la masacre de Pasco contra militantes de la Juventud Peronista.
- 22 de marzo: en Estocolmo (Suecia), la canción Ding A Dong de Teach In gana por los Países Bajos la XX edición de Eurovisión.
- 25 de marzo: en Arabia Saudita, el rey Fáisal es asesinado por un sobrino.

#### Abril
- 2 de abril: en Tegucigalpa, el presidente Oswaldo López Arellano es sustituido como jefe de las Fuerzas Armadas.
- 2 de abril: en Argentina, guerrilleros montoneros matan a un teniente coronel del ejército.
- 3 de abril: Bobby Fischer rehúsa defender su título de campeón mundial de ajedrez ante Anatoly Karpov.
- 4 de abril: en los Estados Unidos, Bill Gates y Paul Allen fundan la empresa de software Microsoft.
- 5 de abril: En Japón por NET TV comienza la franquicia Super Sentai con la serie Himitsu Sentai Goranger, misma que en el año 1993 se conoceria como Power Rangers.
- 9 de abril: La sociedad The Beatles & Co. es disuelta por un tribunal supremo en una audiencia privada, marcando así la disolución oficial y jurídica de la banda de rock The Beatles.
- 7 de abril: en España, Raimundo Fernández-Cuesta y José Antonio Girón de Velasco solicitan la aprobación del nombre de Falange Española de las JONS, para constituir una asociación política.
- 17 de abril: en Camboya, ocurre la Caída de Phnom Penh, donde la guerrilla de los jemeres rojos liderados por Pol Pot toman la capital e inmediatamente comienza una evacuación masiva del lugar que sería el preludio de la Kampuchea Democrática y posteriormente el Genocidio camboyano.

Los jemeres rojos liderados por Pol Pot llegaron al poder con la Caída de Phnom Penh que significó el fin de la guerra civil camboyana que azotaba a ese país desde 1967, sin embargo, las ideologías radicales del nuevo gobierno tuvo graves consecuencias, una de ellas sería el inicio del Genocidio camboyano.

- 20 de abril: Inauguración del Estadio Monumental del Club Social y Deportivo Colo-Colo de Chile.
- 30 de abril: con la caída de Saigón finaliza la guerra de Vietnam.

#### Mayo
- 1 de mayo: Fallece el militar español Francisco Franco Salgado-Araújo.
- 2 de mayo: Se promulga en España la Ley 14/75 que modificó la situación jurídica de las mujeres casadas, siendo decisivo el trabajo de la jurista María Telo.
- 4 de mayo: Muere Karl Otto Paetel en Forest Hills, Queens, en Nueva York.[1]
- 12 de mayo: en Camboya, los jemeres rojos secuestran el navío mercante SS Mayagüez en aguas internacionales.
- 15 de mayo: en Camboya, los rehenes son liberados por los guerrilleros, pero el ejército estadounidense, desconociendo el hecho, aborda el barco vacío. En la isla de Koh Tang, en combates entre los marines de Estados Unidos y los jemeres rojos, mueren 60 jemeres, 38 marines estadounidenses, y otros tres marines fueron olvidados durante la evacuación de la isla (y posiblemente asesinados por los jemeres).
- 16 de mayo: en los Himalayas, tras un referéndum, Sikkim deja de ser una monarquía y se convierte en el vigésimo segundo estado de la India.
- 16 de mayo: en Nepal, la montañista japonesa Junko Tabei (1939-2016) es la primera mujer que alcanza la cima del monte Everest.
- 26 de mayo: Un fuerte terremoto de 7,9 sacude el norte del océano Atlántico provocando un tsunami.
- 27 de mayo: cerca de Yorkshire del Norte (en el norte de Inglaterra) sucede el accidente de Dibble; mueren 32 personas. Es el accidente con más víctimas en la historia del Reino Unido.
- 28 de mayo: en Lagos (Nigeria), 15 países africanos firman el Tratado de Lagos, creando la Comunidad Económica de los Estados de África Occidental.

#### Junio
- 2 de junio: en Francia, más de 100 prostitutas ocuparon la iglesia de Saint-Nizier de Lyon, con el fin de llamar la atención sobre la escalada de violencia contra ellas. Se declararon en huelga por 8 días y mantuvieron la ocupación por 8 días, cuando fue allanada por la policía. A partir de aquel día inició el movimiento a favor de los derechos de las trabajadoras sexuales.
- 4 de junio: en Argentina el nuevo ministro de economía Celestino Rodrigo lanza un drástico plan de ajuste para combatir la inflación, reducir el déficit fiscal y sincerar el tipo de cambio, dando origen a la grave crisis económica y social conocida como el Rodrigazo.
- 5 de junio: el canal de Suez es abierto de nuevo después de la guerra de los Seis Días.
- 7 de junio: la empresa japonesa Sony introduce la videograbadora Betamax para la venta al público.
- 12 de junio: el vuelo 193 de Air France que volaba entre Bombay y Tel-Aviv con destino a Paris, es destruido por un incendio en tierra en el aeropuerto de Santa Cruz de Bombay, (India); sobreviven sus 394 ocupantes.
- 14 de junio: la Unión Soviética lanza su sonda Venera 9 con destino a Venus.
- 19 de junio: Se inicia en México la primera Conferencia Mundial sobre la Mujer.
- 25 de junio: Mozambique se independiza de Portugal.
- 25 de junio: en Chile, la dictadura militar de Augosto Pinochet detiene a la dirección política clandestina del Partido Socialista de Chile.
- 26 de junio: en India, Indira Gandhi establece un gobierno autoritario.

#### Julio
- 5 de julio: Cabo Verde se independiza de Portugal.
- 5 de julio: en Inglaterra, Arthur Ashe es el primer tenista negro que vence el Campeonato de Wimbledon.
- 6 de julio: Comoras se independiza de Francia.
- 8 de julio: un terremoto de 7,0 sacude Birmania.
- 9 de julio: un terremoto de 4,6 sacude el estado de Minnesota.
- 11 de julio: cerca de la ciudad de Xi'an (China) se realiza el descubrimiento arqueológico de los Guerreros de terracota.
- 12 de julio: Santo Tomé y Príncipe se independiza de Portugal.
- 17 de julio: inauguración de la 30.ª edición de la Copa América por primera vez este torneo no se realizó en un país fijo.
- 20 de julio: en la isla Madeira ―957 km al suroeste de Lisboa (Portugal)― inicia sus actividades el grupo terrorista de extrema derecha FLAMA (Frente de Liberación del Archipiélago de Madeira), creado como reacción a la hipótesis de que el Portugal continental abandonaría el capitalismo y se volvería comunista. Se mantendrá activo durante tres años.
- 22 de julio: en la localidad sevillana de Paradas (España) se sucede el Crimen de Los Galindos, cometido en el cortijo del mismo nombre y donde fueron asesinadas 5 personas.
- 23 de julio: en Moscú (Unión Soviética), la película Dersu Uzala, de Akira Kurosawa, logra el gran premio del Festival Internacional de Cine de Moscú.
- 25 de julio: Turquía recupera el control de todas las bases estadounidenses para protestar contra el embargo de armas.
- 25 de julio: en Guipúzcoa y Vizcaya (España) finaliza el estado de excepción.
- 26 de julio: los presidentes de Bolivia, Hugo Banzer, y de Uruguay, Juan María Bordaberry, firman el acta de entendimiento bilateral.
- 29 de julio: la OEA deroga el bloqueo impuesto unilateralmente por Estados Unidos contra la República de Cuba en 1964.
- 30 de julio: en El Salvador, el coronel Carlos Humberto Romero (quien dos años después será presidente del país) ordena una masacre de estudiantes de la Universidad de El Salvador.
- 30 de julio: en los Estados Unidos desaparece el sindicalista Jimmy Hoffa.

#### Agosto
- 1 de agosto: Un terremoto de 5,9 sacude el estado de California.
- 1-10 de agosto: Juegos del Pacífico Sur 1975 en Tumon, Guam.
- 2 de agosto: en España, los GRAPO cometen su primer asesinato. La víctima es un guardia civil llamado Casimiro Sánchez García.
- 16 de agosto: En Estados Unidos, en el estado de Utah, es detenido el asesino en serie Ted Bundy por primera vez. En su auto se encontraron herramientas que lo vincularon con las desapariciones de estudiantes, entre 1974 y 1975.
- 19 de agosto: en el circuito de Red Bull Ring (Austria) fallece en accidente el piloto estadounidense Mark Donohue.
- 20 de agosto: Estados Unidos lanza la sonda Viking 1 a Marte.
- 29 de agosto: en el Perú, Francisco Morales Bermúdez encabeza un golpe de Estado contra el gobierno del presidente Juan Velasco Alvarado. Al día siguiente se autoproclama el nuevo presidente del Perú.
- 31 de agosto: El Salvador viola el alto el fuego pactado con Honduras, tras el acuerdo firmado en Guatemala.

#### Septiembre

Número de la Línea 1 del Metro de Santiago.

- 5 de septiembre: en el estadio Luna Park (Buenos Aires), el grupo Sui Generis (formado por Charly García y Nito Mestre) se separa, dando un gran recital llamado Adiós Sui Generis.
- 6 de septiembre: en el área de pruebas atómicas de Nevada (a unos 100 km al noroeste de la ciudad de Las Vegas), a las 9:00 (hora local), Estados Unidos detona a 427 m bajo tierra su bomba atómica Marsh, de 7 kt. Es la bomba n.º 851 de las 1129 que Estados Unidos detonó entre 1945 y 1992.
- 6 de septiembre: en Lice (Turquía), un terremoto de 6,7 deja 2.300 muertos.
- 15 de septiembre: en Santiago de Chile se inaugura el primer tramo de la línea 1 del Metro.
- 16 de septiembre: Papúa Nueva Guinea se independiza de Australia.
- 27 de septiembre: en España la dictadura franquista ejecuta los últimos fusilamientos:3 miembros del FRAP y 2 de la banda terrorista ETA.
- 28 de septiembre: en Ciudad del Vaticano, el papa Pablo VI canoniza al religioso español Juan Macías (1585-1645).
- 29 de septiembre: en Barcelona (España) el GRAPO mata a un miembro de la policía armada.

#### Octubre
- 1 de octubre: Primer atentado del GRAPO en España. Mueren cuatro miembros de la Policía Armada.
- 5 de octubre: en el autódromo de Watkins Glen, (Estados Unidos) el piloto austríaco Niki Lauda se convierte en campeón de Fórmula 1.
- 6 de octubre: 
  - en Roma (Italia), a las 20:20, un grupo de mercenarios fascistas italianos pagados por la dictadura de Augusto Pinochet acribilla al exiliado exvicepresidente democrático de Chile, Bernardo Leighton (1909-1995), dejándolo con graves heridas; su esposa Anita Fresno (1915-2011) quedará parapléjica.
  - Malawi establece relaciones diplomáticas con Checoslovaquia, intentando establecer contactos con el bloque Soviético durante la Guerra Fría
- 12 de octubre: Se inauguran los VII Juegos Panamericanos, de los que México es sede en sustitución de Chile.
- 16 de octubre: En Perú se aprueba el alfabeto básico general del idioma quechua.
- 20 de octubre: En la estación Viaducto de la Línea 2 del Metro de la Ciudad de México chocan dos trenes, causando al menos 30 muertos y 70 heridos.
- 24 de octubre: En un túnel a 328 metros bajo tierra, en el área U12t.03 del Sitio de pruebas atómicas de Nevada (a unos 100 km al noroeste de la ciudad de Las Vegas), a las 9:11 (hora local) Estados Unidos detona su bomba atómica Husky Pup, de menos de 15 kt. Es la bomba n.º 853 de las 1129 que Estados Unidos detonó entre 1945 y 1992.
- 28 de octubre: En un túnel a 1265 metros bajo tierra, en el área U20z del Sitio de pruebas atómicas de Nevada (a unos 100 km al noroeste de la ciudad de Las Vegas), a las 6:30 (hora local) Estados Unidos detona su bomba atómica Kasseri, de 1000 kt. Es la bomba n.º 854 de las 1129 que Estados Unidos detonó entre 1945 y 1992.
- 28 de octubre: Finaliza la Copa América en Caracas (Venezuela) y Perú es Campeón por segunda Vez tras ganarle a Colombia 1-0
- 30 de octubre: En España el príncipe Juan Carlos de Borbón asume interinamente la Jefatura del Estado español, por enfermedad del general Francisco Franco.
- 31 de octubre: Sale a la venta la canción más exitosa de Queen «Bohemian Rhapsody».

#### Noviembre
- 3 de noviembre: se produce el accidente minero de Fígols (España), que deja un balance de 30 muertos.
- 6 de noviembre: invasión del Sahara español por Marruecos, en lo que se llamó la marcha verde.

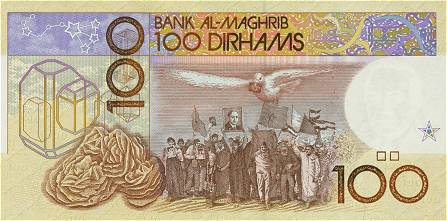
Billete marroquí de 100 dirham que conmemora el evento de la Marcha verde.

- 10 de noviembre: cerca de Snowflake (Arizona), reaparece el empleado forestal Travis Walton (tras cinco días de desaparición), que se creía abducido por extraterrestres.
- 11 de noviembre: Angola declara su independencia de Portugal
- 14 de noviembre: Se firma la Declaración de Madrid entre España, Marruecos y Mauritania, por la que España transfiere la administración del Sahara occidental.
- 15 de noviembre: en San Juan (Puerto Rico), la canción La felicidad de Gualberto Castro gana por México la IV edición del Festival OTI.
- 20 de noviembre: en España, muere el dictador Francisco Franco. Finaliza la dictadura franquista y comienza la Transición.
- 21 de noviembre: Se publica el álbum musical de la banda británica Queen A Night at the Opera, el cual incluía el exitoso sencillo «Bohemian Rhapsody».
- 22 de noviembre: en España, Juan Carlos de Borbón es proclamado rey de España por las Cortes.
- 25 de noviembre: en América del Sur, Surinam se independiza de Países Bajos. Johan Ferrier es nombrado presidente
- 29 de noviembre: en Hawái se registra un fuerte terremoto de 7,7 que genera un gran tsunami con olas de hasta 14 metros que dejan 2 muertos y 28 heridos.
- 29 de noviembre: Indonesia invade Timor Oriental.

#### Diciembre
- 20 de diciembre: en un pozo a 716 metros bajo tierra, en el área U2ek del Sitio de pruebas atómicas de Nevada (a unos 100 km al noroeste de la ciudad de Las Vegas), a las 12:00 (hora local) Estados Unidos detona su bomba atómica Chiberta, de 160 kt. Es la bomba n.º 860 de las 1132 que Estados Unidos detonó entre 1945 y 1992.
- 24 de diciembre: El grupo británico Queen da una legendaria actuación en el especial de Navidad organizado por la BBC en el auditorio Hammersmith Odeon en la ciudad de Londres, posteriormente la presentación sale en el álbum en vivo de la banda denominado A Night at the Odeon - Hammersmith Odeon 1975 publicado en noviembre de 2015
- 31 de diciembre: El cantante y actor Elvis Presley, ofreció un multitudinario concierto en el Pontiac Silverdome frente a 60.500 personas, quebrando el récord de The Beatles en el Shea Stadium de New York, en agosto de 1965.

### Sin fecha

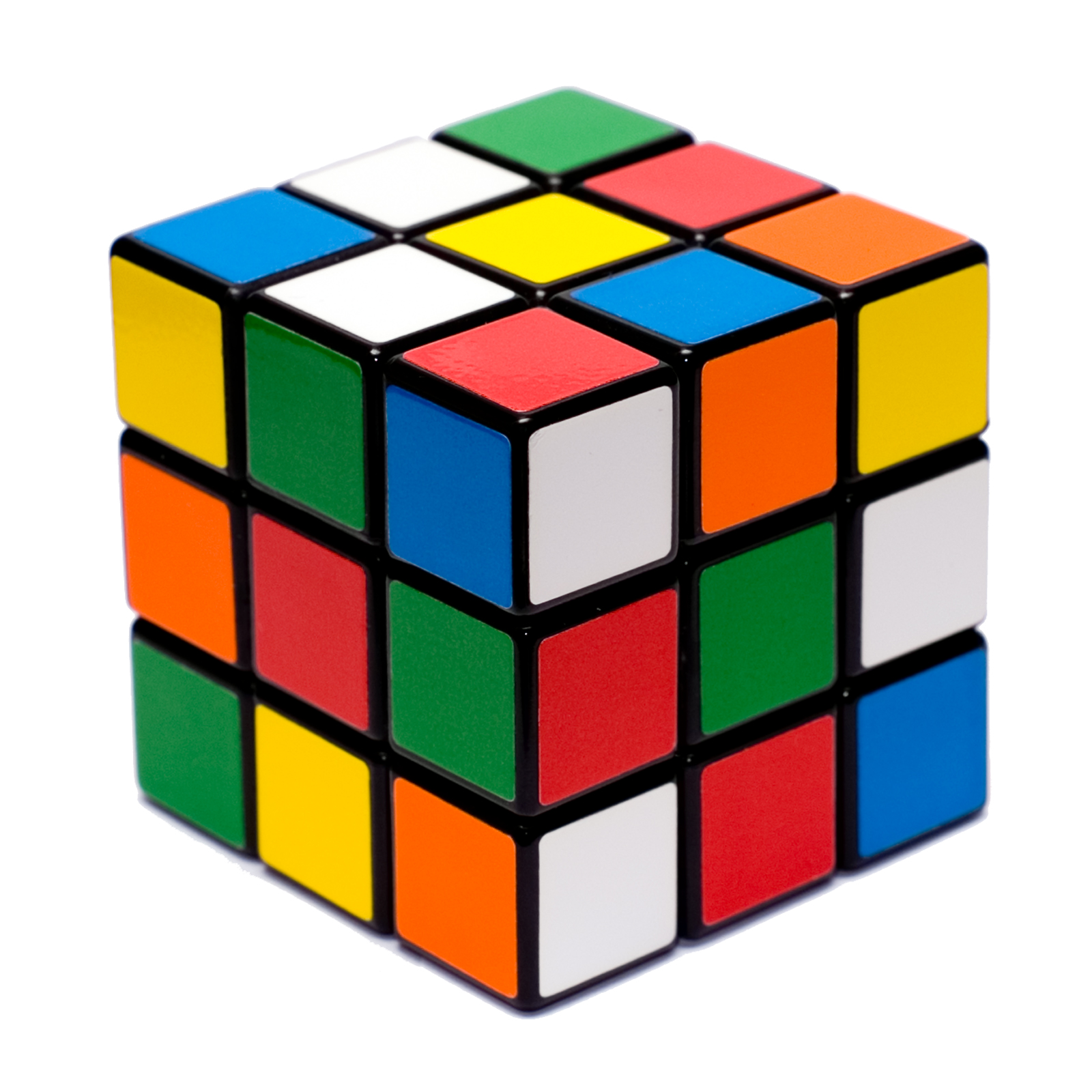
Cubo de Rubik

- En Hungría, Ernö Rubik patenta el cubo de Rubik que había diseñado el año anterior.[2]
- En Argentina, el general Alberto Numa Laplane es reemplazado mediante un putsch por Jorge Rafael Videla, quien el 24 de marzo de 1976 encabezará un golpe de Estado contra la presidenta María Estela Martínez de Perón.[3]

## Nacimientos

### Enero
- 1 de enero: Eiichirō Oda, mangaka japonés.
- 2 de enero: 
  - Oleksandr Shovkovskiy, futbolista ucraniano.
  - Vladislav Vashchuk, futbolista ucraniano.
  - Douglas Robb, cantante estadounidense, de la banda de rock Hoobastank.
  - Beate Zschäpe, ultraderechista alemana.
  - Dax Shepard, actor y comediante estadounidense.
- 3 de enero:
  - Thomas Bangalter, DJ y productor francés, integrante del dúo de música electrónica Daft Punk.
  - Danica McKellar, actriz estadounidense.
  - Kittisak Rawangpa, futbolista y entrenador tailandés.
  - Jason Marsden, actor estadounidense.

- 5 de enero: 

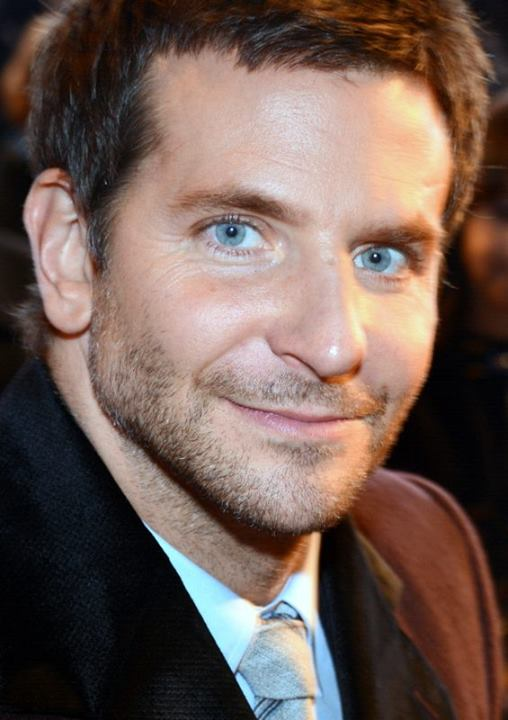
Bradley Cooper

  - Bradley Cooper, actor estadounidense.
  - Émerson Carvalho da Silva, futbolista brasileño.
  - Igor Pugacci, ciclista moldavo.
- 6 de enero: 
  - Daniela Krukower, yudoca argentina.
  - Josico Moreno, futbolista español.
- 7 de enero:
  - Joubert Araújo Martins, futbolista brasileño.
  - Robert Waddell, remero y regatista neozelandés.
- 8 de enero: 
  - Geremi González, beisbolista venezolano (f. 2008).
  - Kazushi Isoyama, futbolista japonés.
- 10 de enero:
  - Raúl Fernández de Pablo, actor español.
  - Nina Gäßler, remera alemana.
- 11 de enero:
  - Matteo Renzi, primer ministro italiano.
  - Venetian Snares, músico canadiense
  - Alejandra Dueñas, actriz y comediante chilena.
- 14 de enero:
  - Alberto Olmos, escritor español.
  - Saku Puhakainen, futbolista finlandés.
  - Ricardo López, acosador y terrorista uruguayo nacionalizado estadounidense (f. 1996).
- 15 de enero: 
  - Valerio Bertotto, futbolista italiano.
  - Diego Lombardi, actor peruano.
  - Mary Pierce, tenista francesa de origen canadiense.
  - Anurak Srikerd, futbolista y entrenador tailandés.
- 17 de enero: Patrick Zwaanswijk, futbolista neerlandés.
  - Coco Lee, cantante china de origen estadounidense (f. 2023).
- 18 de enero: 
  - Leonardo Luppino, futbolista argentino.
  - María del Mar Rodríguez Carnero, cantante española, integrante de la banda Chambao.
- 19 de enero: Davoud Fanaei, futbolista iraní.
- 20 de enero: Norberto Fontana, piloto de automovilismo argentino.
- 21 de enero: 
  - Nicky Butt, futbolista británico.
  - María Luisa Alonso, política hispanovenezolana.
- 22 de enero: Jonatan Binotto, futbolista italiano.
- 23 de enero: Inés Oviedo, actriz colombiana.
- 24 de enero: 
  - Gianluca Basile, baloncestista italiano.
  - Rónald Gómez, futbolista y entrenador costarricense.
  - Roberto Carlos Sosa, futbolista argentino.
- 25 de enero:
  - Markus Schroth, futbolista alemán.
  - Aitor Aldeondo, futbolista español.
  - Ruth Díaz, actriz española.
  - Tim Montgomery, atleta estadounidense.
  - Mia Kirshner, actriz canadiense.
- 26 de enero: Mukhtor Kurbonov, futbolista y entrenador uzbeko.
- 28 de enero: 
  - Hiroshi Kamiya, actor japonés.
  - Julian Dean, ciclista neozelandés.
  - Pablo Zalba, político español.
  - Juan Bosco Rentero, balonmanista español.
  - Juan Carlos Franco, futbolista mexicano.
- 29 de enero: Javier Jáuregui, futbolista español.
- 30 de enero: 
  - Andrés Montiel, actor mexicano.
  - Juninho Pernambucano, futbolista brasileño.
  - Yumi Yoshimura, cantante japonesa.
  - Giacomo Galanda, baloncestista italiano.
  - Nicolás Tagliani, futbolista argentino.
- 31 de enero:
  - Ricardo Phillips, futbolista panameño.
  - Papi Khomane, futbolista sudafricano (f. 2023).

### Febrero
- 1 de febrero: Martijn Reuser, futbolista neerlandés.
- 2 de febrero:
  - Blaise Kouassi, futbolista marfileño.
  - Donald Driver, jugador de fútbol americano estadounidense.
- 3 de febrero: Gustavo Duque, político venezolano
- 4 de febrero:
  - Natalie Imbruglia, cantautora y actriz australiana-británica.
  - Mauricio Risso, futbolista argentino.
- 5 de febrero: 
  - Giovanni van Bronckhorst, futbolista neerlandés.
  - Adam Carson, baterista estadounidense de la banda AFI.
- 7 de febrero:
  - Wes Borland, guitarrista estadounidense de la banda Ricardo Orrego.
  - Rafik Saïfi, futbolista argelino.
  - Rémi Gaillard, cómico y actor francés.
- 8 de febrero: 
  - Clarence Acuña, futbolista chileno.
  - Ricardo Orrego, periodista deportivo colombiano.
  - Patrizia Panico, futbolista italiana.
- 9 de febrero:
  - Sergio Fernández Álvarez, futbolista español.
  - Kurt Asle Arvesen, ciclista noruego.
  - Uroš Murn, ciclista esloveno.
  - Raúl, cantante español.
- 10 de febrero:
  - Yuriy Dmitrulin, futbolista ucraniano.
  - Fernando D'Amico, futbolista argentino.
- 12 de febrero: Leonel Alman, futbolista ecuatoriano.
- 14 de febrero: 
  - Claudia Blasberg, remera alemana.
  - Nika Gilauri, político georgiano.
  - Mirka Francia, voleibolista cubana.
  - Marcos Antônio de Lima, futbolista brasileño.
  - Leandro Fonseca, futbolista brasileño.
- 16 de febrero: 
  - Jordi Dot Vila, futbolista y entrenador español.
  - Nanase Aikawa, cantante japonesa.
- 18 de febrero: 
  - Gary Neville, futbolista británico.
  - Serhiy Fedorov, futbolista ucraniano.
  - Keith Gillespie, futbolista irlandés.
  - Hristo Jivkov, actor búlgaro (f. 2023).
- 20 de febrero: 
  - Brian Littrell, cantante estadounidense, de la banda Backstreet Boys.
  - Rahman Rezaei, futbolista y entrenador iraní.
- 21 de febrero:
  - Sergio Martínez, boxeador argentino.
  - Richard Morales, futbolista uruguayo.
- 22 de febrero: Drew Barrymore, actriz estadounidense.
- 23 de febrero: 
  - Natalia Verbeke, actriz española.
  - Álvaro Morte, actor español.
  - Ryōko Nagata, seiyū japonesa.
- 24 de febrero: Jiří Snítil, jugador de curling checo.
- 25 de febrero: Chiemi Chiba, seiyū japonesa.
- 26 de febrero: 
  - Carolina Gómez, actriz y modelo colombiana.
  - Sergio de la Puente, pianista y compositor español.
  - Drew Goddard, cineasta estadounidense
- 28 de febrero: 
  - Elijah Tana, futbolista zambiano.
  - Mette Nielsen, nadadora danesa.
  - Josep Sucarrats Miró, periodista español.

### Marzo
- 2 de marzo: Florencia de la V (Florencia Trinidad), actriz y vedette argentina.
- 4 de marzo: Guísela Santa Cruz, cantante y folklorista boliviana.
- 5 de marzo: Louis Attrill, remero británico.
- 6 de marzo: Aracely Arámbula, actriz y cantante mexicana.
- 8 de marzo: 
  - Jenny Cavallo, actriz chilena.
  - Ana Karina Casanova, actriz y modelo venezolana.
- 9 de marzo: 
  - Juan Sebastián Verón, futbolista argentino.
  - Roy Makaay, futbolista neerlandés.
- 11 de marzo: 
  - Fredrik Bekken, remero noruego.
  - David Cañada, ciclista español (f. 2016).
- 12 de marzo: Srđan Pecelj, futbolista bosnio.
- 13 de marzo: Erika de La Vega, presentadora de televisión venezolana.
- 14 de marzo: Fredrik Ericsson, montañista sueco (f. 2010).
- 15 de marzo: 
  - will.i.am, rapero, cantante, actor, compositor y productor de discos estadounidense, integrante del grupo Black Eyed Peas.
  - Eva Longoria, actriz estadounidense.
  - Susana Soleto, actriz española.
- 16 de marzo: Sienna Guillory, actriz británica.
- 18 de marzo: 
  - Anita Martínez, actriz, comediante, bailarina y conductora de televisión argentina.
  - Beverly Peele, modelo y actriz estadounidense.
  - Rita Bürgi, ciclista suiza.
  - Ester Workel, remera neerlandesa.
  - Stephen Trapmore, remero británico.
- 19 de marzo: Vivian Hsu, actriz, modelo y cantante taiwanesa.
- 20 de marzo: Arath de la Torre, actor y comediante mexicano.
- 21 de marzo: Ismael Irurzun, futbolista español.
- 22 de marzo: 
  - Jiří Novák, tenista checo.
  - Anne Dudek, actriz estadounidense.
  - Bea Segura, actriz española.
- 24 de marzo: 
  - Arturo Valls, actor español.
  - Thomas Johansson, tenista sueco.
  - Davor Vugrinec, futbolista croata.
- 25 de marzo: Lisa Stokke, cantante noruega.
- 26 de marzo: Roberto Bolle, bailarín italiano.
- 27 de marzo: Fergie, cantante y actriz estadounidense, exintegrante del grupo Black Eyed Peas.
- 28 de marzo: 
  - April Flowers, actriz pornográfica estadounidense.
  - Iván Helguera, futbolista español.
- 31 de marzo: Juan Carlos Dávila,  actor y humorista venezolano.

### Abril
- 1 de abril: José Antonio García Calvo, futbolista español.

- 2 de abril: 

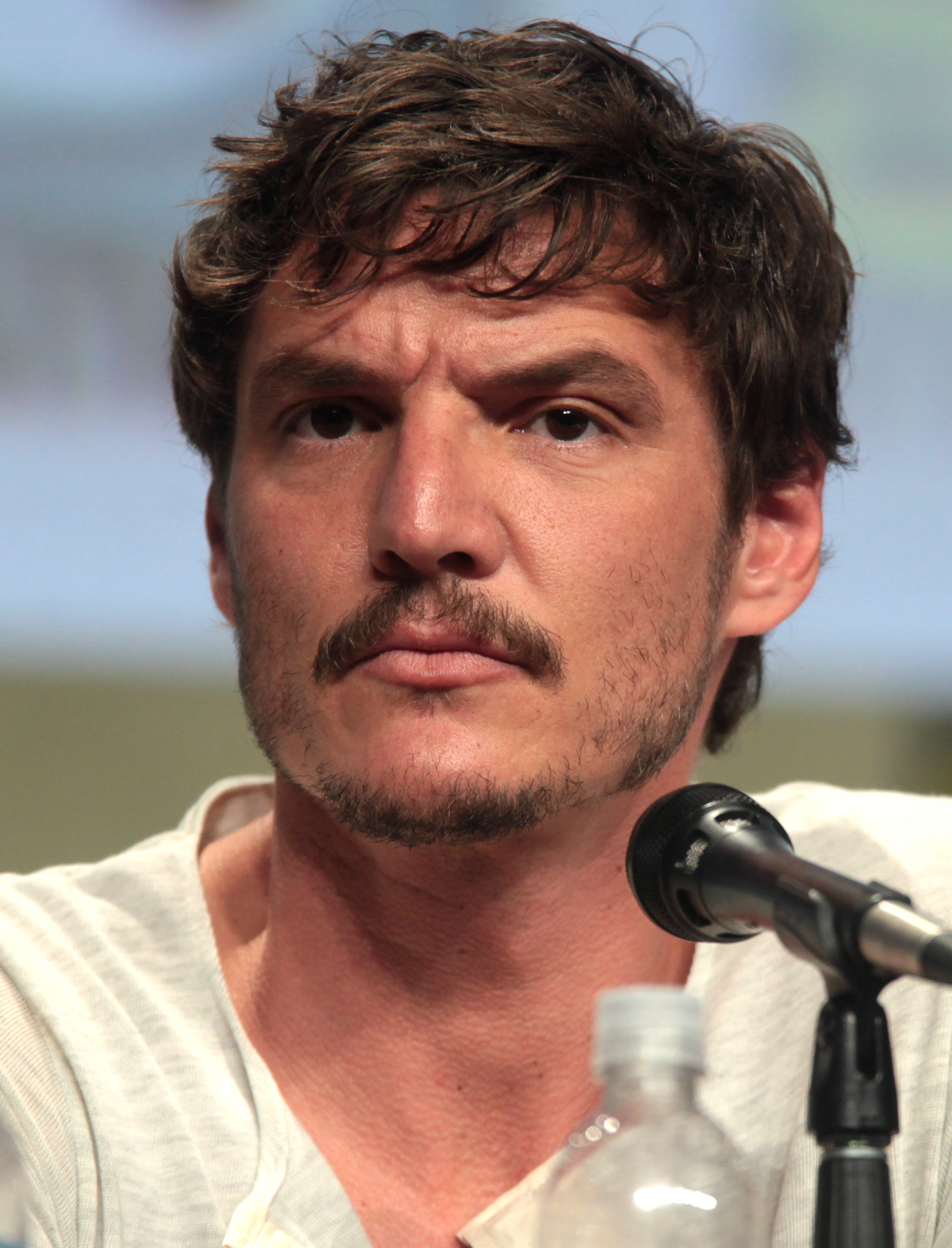
Pedro Pascal.

  - Adam Rodríguez, actor estadounidense.
  - Pedro Pascal, actor chileno-estadounidense.
- 4 de abril: Scott Rolen, beisbolista estadounidense.
- 6 de abril: Mathías Nolesi, piloto argentino de automovilismo.
- 9 de abril: Lázaro Azorín Salar, profesor y político español.
- 10 de abril: 
  - Chris Carrabba, cantante estadounidense, de la banda Dashboard Confessional.
  - David Harbour, actor estadounidense.
- 12 de abril: Camila Morgado, actriz brasileña.
- 13 de abril: Lou Bega, cantante alemán.
- 14 de abril: Amy Dumas, luchadora estadounidense.
- 15 de abril: Adolfo Cambiaso, jugador argentino de polo.
- 16 de abril: Mónica Martínez, modelo y presentadora española.
- 17 de abril: 
  - Gabriel Soto, actor mexicano.
  - Stefano Fiore, futbolista italiano.
  - José Luis Martínez-Almeida, político español (actual alcalde de Madrid).
  - Miguel de Miguel, actor y músico español.
- 21 de abril: Sebastián Cejas, futbolista argentino.
- 22 de abril: Carlos Sastre, ciclista español y ganador del Tour de Francia
- 23 de abril: Raúl Valbuena, futbolista y entrenador español.
- 24 de abril: Nora Navas, actriz española.
- 26 de abril:
  - Joey Jordison, baterista estadounidense, de la banda Slipknot (f. 2021).
  - Steffen Størseth, remero noruego.
- 28 de abril: José Luis Martí, futbolista y entrenador español.
- 29 de abril: 
  - Rafael Betancourt, beisbolista venezolano.
  - Nicmer Evans, politólogo venezolano.
  - Frederick Scarlett, remero británico.

### Mayo
- 1 de mayo: 
  - Felipe Szarruk, músico colombiano-salvadoreño.
  - Marc-Vivien Foé, futbolista camerunés (f. 2003).
- 2 de mayo:
  - David Beckham, futbolista británico.
  - Ramon di Clemente, remero sudafricano
  - Eva Santolaria, actriz española.
- 3 de mayo: 
  - Ximo Cerdà, profesor, científico, escritor e ilustrador español.
  - Valentino Lanús, actor y modelo mexicano.
- 4 de mayo: Óscar Jaenada, actor español.
- 8 de mayo: 
  - Enrique Iglesias, cantante español.
  - Gastón Mazzacane, piloto argentino de automovilismo.
- 9 de mayo: 
  - Juan Antonio Bayona, cineasta español.
  - Bárbara Torres, actriz argentina nacionalizada mexicana.
- 10 de mayo: Hélio Castroneves, piloto brasileño de automovilismo.
- 12 de mayo: 
  - Jonah Lomu, rugbista neozelandés.
  - Rodrigo Lara Restrepo, abogado y político colombiano.
- 13 de mayo: 
  - Andrés Palacios, actor chileno.
  - Itatí Cantoral, actriz mexicana.
  - Raquel Infante, actriz española.
- 15 de mayo: Andrej Hauptman, ciclista esloveno.
- 16 de mayo: Tony Kakko, cantante finlandés de power metal.
- 18 de mayo: Jack Johnson, músico estadounidense.
- 20 de mayo: Ralph Firman, piloto italiano de automovilismo.
- 21 de mayo: Laurent Robert, futbolista francés.
- 22 de mayo: Salva Ballesta, futbolista español.
- 23 de mayo: Olivia Luna, locutora y periodista mexicana.
- 25 de mayo: 
  - Keiko Fujimori, empresaria y política peruana.
  - Chris Durán, cantante francés.
  - Victoria Foust, pianista rusa
- 26 de mayo: Lauryn Hill, rapera, cantante, actriz y productora discográfica estadounidense, exintegrante del grupo The Fugees.
- 27 de mayo: Paco Álvarez, cantante, director de cine y escritor mexicano.
- 28 de mayo:
  - Jarrod Marrs, nadador estadounidense.
  - Kelly Hand, regatista canadiense.
  - Akihiro Yoshida, futbolista japonés.
  - Rolando Hourruitiner, baloncestista puertorriqueño.
- 29 de mayo: Melanie Brown, cantante británica.
- 30 de mayo: Liberto Rabal, actor y cineasta español.
- 31 de mayo: Sandra Reyes, actriz colombiana. (f.2024)

### Junio
- 3 de junio: Russel Hobbs, baterista ficticio estadounidense de la banda Gorillaz.
- 4 de junio: 
  - Angelina Jolie, actriz estadounidense.
  - Russell Brand, actor y cómico británico.
- 5 de junio: 
  - Jonathan Bachini, futbolista italiano.
  - Sandra Beltrán, actriz y modelo colombiana.
- 6 de junio: 
  - Anabel Conde, cantante española.
  - Staci Keanan, actriz estadounidense.
- 7 de junio: Allen Iverson, baloncestista estadounidense.
- 11 de junio: Choi Ji-woo, actriz y modelo surcoreana.
- 13 de junio: Ante Covic, futbolista australiano.
- 17 de junio: 
  - Víctor Mac-Namara, líder, compositor y guitarrista de las banda chilena de rock y metal Thornafire.
  - Juan Carlos Valerón, futbolista español.
- 18 de junio: Avery John, futbolista trinitense.
- 19 de junio: 
  - Hugh Dancy, actor y modelo británico.
  - Pedro Munitis, futbolista español.
  - Anthony Parker, baloncestista estadounidense.
- 20 de junio: Joan Balcells, tenista español.
- 22 de junio: Jacqueline Arroyo, actriz y modelo mexicana.
- 23 de junio:
  - KT Tunstall, cantautora británica.
  - Mike James, baloncestista estadounidense.
  - Lotte Kiærskou, balonmanista danesa.
- 25 de junio: 
  - Chenoa, cantante española.
  - Natasha Klauss, actriz colombiana.
  - Linda Cardellini, actriz estadounidense.
- 26 de junio
  - Jean-Paul Abalo, futbolista togolés.
  - Augusto Thorndike del Campo, presentador de televisión y periodista peruano.
- 27 de junio: 
  - Asier Etxeandía, actor español.
  - Tobey Maguire, actor estadounidense.
  - Esteban Suárez, futbolista español.
- 28 de junio: Richard Hidalgo, beisbolista venezolano.
- 30 de junio: Ralf Schumacher, piloto alemán de Fórmula 1.

### Julio
- 1 de julio: 
  - Ingrid Cruz, actriz chilena.
  - Sufjan Stevens, músico y cantautor estadounidense.
- 5 de julio: Hernán Crespo, futbolista argentino.
- 6 de julio: 
  - 50 Cent, rapero estadounidense.
  - Sebastián Rulli, actor argentino.
- 8 de julio: Robert Radosz, ciclista polaco.
- 9 de julio: 
  - Jack White, cantante estadounidense, integrante de las bandas The White Stripes y The Raconteurs.
  - Gaizka Garitano, futbolista español.
- 10 de julio: 
  - Ruth Gabriel, actriz española.
  - Stefán Karl Stefánsson, actor islandés (f. 2018).
- 11 de julio: 
  - Samer El Nahhal, actor y músico finés, de la banda Lordi.
  - Rubén Baraja, futbolista español.
- 12 de julio: Carolina Kasting, actriz brasileña.
- 13 de julio: Ángel Morales Cuerva, futbolista español.
- 14 de julio: Taboo, rapero y actor estadounidense de ascendencia mexicana, integrante del grupo Black Eyed Peas.
- 16 de julio: 
  - Ana Paula Arósio, actriz y modelo brasileña.
  - Manuel Sanhouse, futbolista venezolano.
  - Bas Leinders, piloto de automovilismo belga.

- 17 de julio: 
  - Cécile de France, actriz belga.
  - Daffney, luchadora profesional, actriz y mánager estadounidense (f. 2021).
  - Elena Anaya, actriz española.
- 18 de julio: 
  - Daron Malakian, guitarrista estadounidense de origen armenio, integrante de la banda System of a Down.
  - M.I.A., cantante y rapera británica de ascendencia tamil cingalesa.
- 19 de julio: 
  - Luca Castellazzi, futbolista italiano.
  - Patricia Ja Lee, actriz estadounidense.
- 20 de julio: 
  - Rodolfo Arruabarrena, futbolista argentino.
  - Quique Álvarez, futbolista español.
  - Ray Allen, jugador estadounidense de baloncesto.
  - Judy Greer, actriz estadounidense.
- 23 de julio: Alessio Tacchinardi, futbolista italiano.
- 24 de julio: Eric Szmanda, actor y cineasta estadounidense.
- 26 de julio: Liz truss, política británica (actual primera ministra del Reino Unido)
- 27 de julio: Álex Rodríguez, beisbolista estadounidense de origen dominicano.
- 28 de julio: Leonor Watling, actriz y cantante española.
- 29 de julio: Corrado Grabbi, futbolista italiano.
- 30 de julio: John Reardon, actor y jugador de fútbol universitario canadiense.
- 31 de julio: 
  - Manuel Busto, piragüista español.
  - Diana Ángel, actriz y cantante colombiana.
  - Jodi Ann Paterson, modelo estadounidense.

### Agosto
- 2 de agosto: 
  - Isabel Macedo, actriz argentina.
  - Mariana Loyola, actriz chilena.

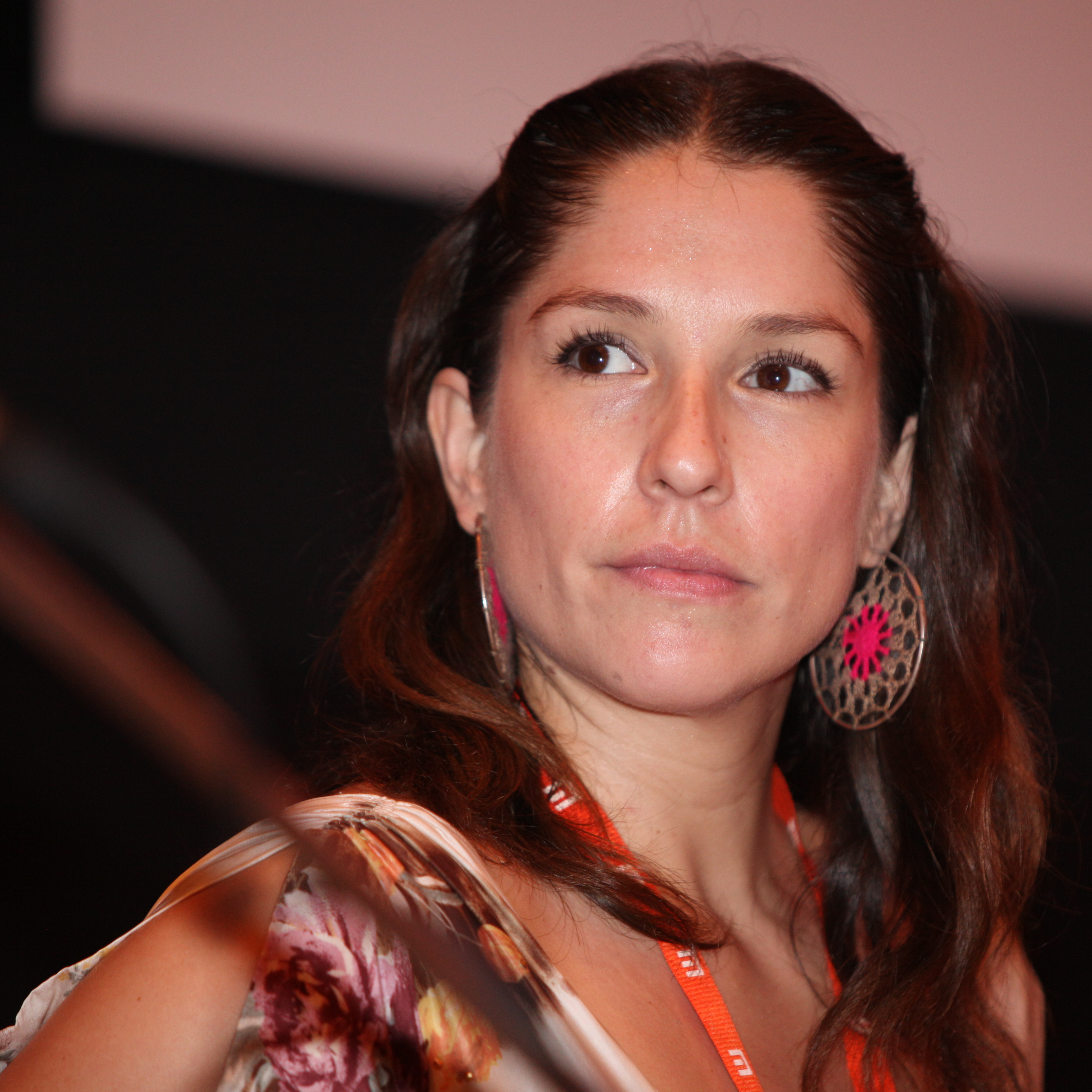
Mariana Loyola

- 3 de agosto: Laura Términi, actriz y locutura venezolana.
- 4 de agosto: 
  - Daniella van Graas, modelo y actriz neerlandesa.
  - Fabiano Cezar Viegas, futbolista brasileño.
- 5 de agosto: 
  - Kajol, actriz india.
  - Eicca Toppinen, violonchelista fnlandés.
  - Ada Milea, actriz y cantante rumana.
  - Iddo Goldberg, actor israelí.
- 6 de agosto: Renate Götschl, esquiadora austriaca.
- 7 de agosto: 
  - Charlize Theron, actriz sudafricana.
  - Édgar Rentería, beisbolista colombiano.
  - Megan Gale, modelo australiana.
- 8 de agosto: 
  - Makoto Tanaka, futbolista japonés.
  - Alma Cero, actriz, bailarina, conductora, cantante y comediante mexicana.
- 11 de agosto: Kishō Taniyama, actor de voz, cantante y compositor japonés.
- 13 de agosto: Laura Ferretti, actriz argentina.
- 14 de agosto: 
  - Valentina Rendón, actriz colombiana.
  - Raúl Otxoa, futbolista español.
  - Ricardo Silva Romero, escritor colombiano.
  - Matti Helminen, ciclista finlandés.
  - Alex Felipe Nery, futbolista brasileño.
  - Nicolás Entel, director de cine argentino.
  - Kang Eui-Kei, yudoca surcoreano.
- 15 de agosto: Yoshikatsu Kawaguchi, futbolista japonés.
- 16 de agosto: Álvaro Tardáguila, ciclista uruguayo.
- 17 de agosto: İlhan Mansız, futbolista turco.
- 18 de agosto: 
  - Aitor López Rekarte, futbolista español.
  - Shery, cantante guatemalteca.
- 19 de agosto: Adriana Romero, actriz de televisión y teatro venezolana.
- 21 de agosto: Alicia Witt, actriz estadounidense.
- 22 de agosto: 
  - Franco Squillari, tenista argentino.
  - Salvador Carmona, futbolista mexicano.
- 24 de agosto: James D'Arcy, actor británico.
- 27 de agosto: 
  - Mario Gibanel, futbolista español.
  - Mark Rudan, futbolista australiano.
  - Roberto Arrocha, periodista español.
- 28 de agosto:
  - Yūko Gotō, actriz de voz y cantante japonesa.
  - Gareth Farrelly,
- 29 de agosto: 
  - Juan Diego Botto, actor hispano-argentino.
  - Dante Basco, actor de doblaje, cantante de rap, poeta y bailarín filipino
- 30 de agosto: 
  - Roberto Carretero, tenista español.
  - Radhi Jaïdi, futbolista tunecino.
  - Krzysztof Jeżowski, ciclista polaco.
- 31 de agosto: Sara Ramírez, actriz estadounidense.

### Septiembre
- Septiembre: Stephen Rippy, compositor estadounidense de bandas sonoras.
- 1 de septiembre: Maritza Rodríguez, actriz colombiana.
- 3 de septiembre:
  - Scarlett Linares, cantante venezolana de música llanera.
  - Hernán Cline, ciclista argentino-uruguayo.
  - Redfoo, cantante y rapero estadounidense, integrante del dúo musical LMFAO.
- 4 de septiembre: Sergio Ballesteros, futbolista español.
- 6 de septiembre: Ghader Mizbani, ciclista iraní.
- 7 de septiembre:
  - Whayne Wilson, futbolista costarricense (f. 2005).
  - Harold Wallace, futbolista costarricense.
  - Nattramn, músico sueco.
  - Norifumi Abe, piloto de motociclismo japonés (f. 2007).
- 8 de septiembre: Richard Hughes, baterista británico, de la banda Keane.
- 9 de septiembre: Michael Bublé, cantante, compositor y actor canadiense nacionalizado italiano.
- 15 de septiembre: Joaquim Agostinho, futbolista portugués.
- 16 de septiembre: Antonio Hortelano, actor español.
- 17 de septiembre: 
  - Jimmie Johnson, piloto estadounidense de automóviles.
  - Toks Olagundoye, actriz nigeriana.
- 20 de septiembre: Juan Pablo Montoya, piloto colombiano de Fórmula 1.
- 21 de septiembre: 
  - Lil Rob, rapero mexicano-estadounidense.
  - Ronny Deila, futbolista y entrenador noruego.
  - Marcelo Goux, futbolista argentino.
  - Catherine Murphy, atleta británica.
  - Kaisa Varis, esquiadora de fondo finlandesa.
  - Anna Marissa de Leon, taekwondista filipina.
  - Gorka Villar, abogado español.
  - Craig Thompson, historietista estadounidense.
  - Darko Radovanović, cantante serbio (f. 2011).
- 22 de septiembre: Freddy Grisales, futbolista colombiano.
  - Javier López Vallejo, futbolista español.
- 23 de septiembre: 
  - Kip Pardue, actor y modelo estadounidense.
  - Laurent Batlles, futbolista francés.
  - Jaime Bergman, modelo y actriz estadounidense.
  - Demetrio Lozano, balonmanista español.
  - César Mateos, político mexicano.
  - Walid Regragui, futbolista y entrenador franco-marroquí.
- 26 de septiembre: Jake Paltrow, cineasta estadounidense.
- 28 de septiembre: Karan Ashley, actriz estadounidense.
- 29 de septiembre: 
  - Albert Celades, futbolista y entrenador español.

- 30 de septiembre: 

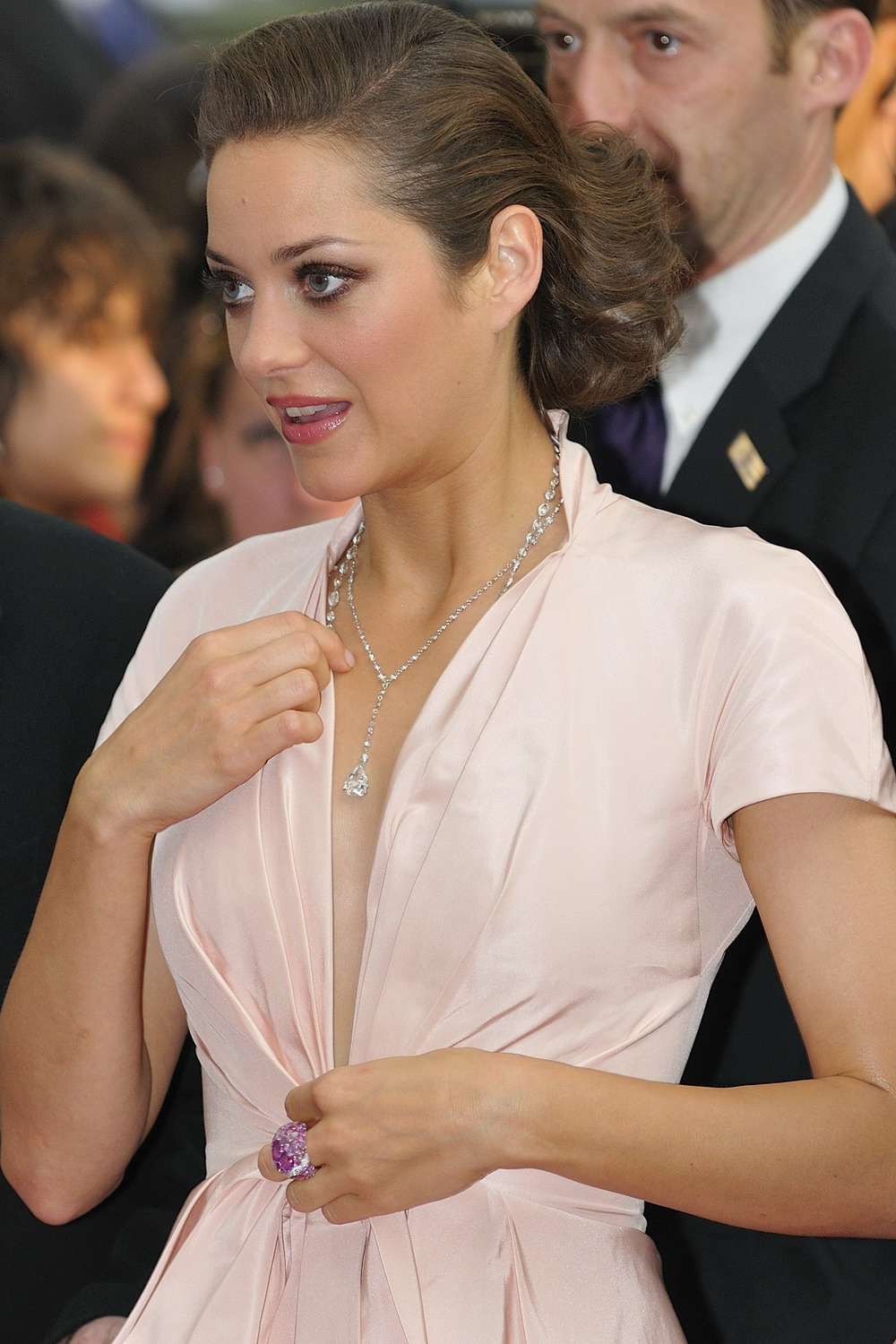
Marion Cotillard

  - Carlos Guillén, beisbolista venezolano.
  - Marion Cotillard, actriz francesa.

### Octubre
- 2 de octubre: Antonio Gallego Burgos, político y economista español.
- 3 de octubre: Alanna Ubach, actriz estadounidense.
- 4 de octubre: 
  - Cristiano Lucarelli, futbolista italiano.
  - Sandra Barneda, periodista española.

- 5 de octubre: 
  - Kate Winslet, actriz británica.
  - Parminder Nagra, actriz británica.
  - Scott Weinger, actor y productor estadounidense.
- 6 de octubre: Inés Sainz Esteban, modelo española.
- 9 de octubre: 
  - Sean Lennon, cantante y músico británico, hijo de John Lennon.
  - Mark Viduka, futbolista australiano.
- 10 de octubre: Ramón Morales, futbolista  mexicano.
- 11 de octubre: Nat Faxon, actor y humorista estadounidense.
- 14 de octubre: Shaznay Lewis, cantante británica.
- 15 de octubre: Denys Shmyhal, político y empresario ucraniano, Act. primer ministro de Ucrania desde 2020.
- 16 de octubre: Mar Saura, actriz española.
- 18 de octubre: 
  - Daniel Rodrigo Martins, actor y conductor de TV argentino.
  - Baby Bash, rapero y cantante estadounidense de ascendencia mexicana.
- 19 de octubre: Carlos de la Mota, arquitecto, actor y cantante dominicano.
- 20 de octubre: Diego Fiori, productor cinematográfico italiano.
- 22 de octubre: 
  - Michel Salgado, futbolista español.
  - Jesse Tyler Ferguson, actor estadounidense.
- 24 de octubre: Juan Pablo Ángel, exfutbolista colombiano.
- 27 de octubre: Zadie Smith, escritora británica.
- 30 de octubre: Marco Scutaro, beisbolista venezolano.
- 31 de octubre: 
  - Fabio Celestini, futbolista suizo.
  - Diaw Doudou, futbolista senegalés.

### Noviembre
- 1 de noviembre: Manuel Ferrara actor de cine estadounidense.
- 3 de noviembre: Marta Domínguez exatleta española.
- 4 de noviembre: Heather Tom, actriz estadounidense.
- 5 de noviembre: Pedro Tellechea, militar, político e ingeniero mecánico venezolano.
- 6 de noviembre: Mayumi Shintani, actriz y seiyū japonesa.
- 8 de noviembre: 
  - Ángel Corella, bailarín español.
  - José Manuel Pinto, futbolista y productor musical español.
  - Tara Reid, actriz estadounidense.
- 9 de noviembre: Maria Ribeiro, actriz brasileña.
- 11 de noviembre: Angélica Vale, actriz, cantante y comediante mexicana.
- 12 de noviembre: 
  - Dario Šimić, futbolista croata.
  - Edvin Murati, futbolista albanés.
- 13 de noviembre: 
  - Ivica Dragutinović, futbolista serbio.
  - Cristina Saavedra, periodista española.
- 14 de noviembre: Travis Barker, músico estadounidense, de la banda Blink-182.
- 15 de noviembre: Boris Živković, futbolista bosnio nacionalizado croata.
- 16 de noviembre: Dani Borreguero, futbolista español.
- 17 de noviembre: 
  - Ewan MacDonald, jugador de curling británico.
  - Lord Infamous, rapero estadounidense.
  - Jerome James, baloncestista estadounidense.
  - Seigo Shimokawa, futbolista japonés.
  - Anders Anundsen, político noruego.
- 18 de noviembre: 
  - David Ortiz, beisbolista dominicano.
  - Misstress Barbara, DJ italiana.
  - Renée Varsi, actriz mexicana.
- 20 de noviembre: Davey Havok cantante estadounidense, de la banda AFI.
- 21 de noviembre: Carolina Escobar, periodista y presentadora chilena.
- 26 de noviembre: DJ Khaled, productor y DJ estadounidense.
- 30 de noviembre: 
  - Ben Thatcher, futbolista británico.
  - Mehrdad Minavand, futbolista y entrenador iraní
  - Eugenia Tobal, actriz y presentadora de televisión argentina.

### Diciembre
- 1 de diciembre: Alejandro Eder, político colombiano.
- 2 de diciembre: 
  - Samo, cantante y músico mexicano.
  - Gabriela Montaño, médica y política boliviana.
- 3 de diciembre: 
  - Cristina Llanos, cantante y guitarrista española, de la banda Dover.
  - Luciano Siqueira de Oliveira, futbolista brasileño.
- 5 de diciembre: Ana La Salvia, actriz y conductora venezolana.
- 7 de diciembre: Géraldine Zivic, actriz y modelo argentina.
- 8 de diciembre: 
  - Kevin Harvick, piloto estadounidense.
  - Andrea García, actriz mexicana.
- 10 de diciembre: 
  - Josip Skoko, futbolista australiano.
  - Emmanuelle Chriqui, actriz canadiense.
- 12 de diciembre: 
  - Mayim Bialik, actriz, escritora y doctora estadounidense.
  - Craig Moore, futbolista australiano.
- 13 de diciembre:
  - Tom DeLonge, músico estadounidense, de la banda Blink-182.
  - Javi Venta, futbolista español.
  - Alain Hernández, actor español.
- 15 de diciembre: Cosmin Contra, futbolista y entrenador rumano.

- 17 de diciembre: 

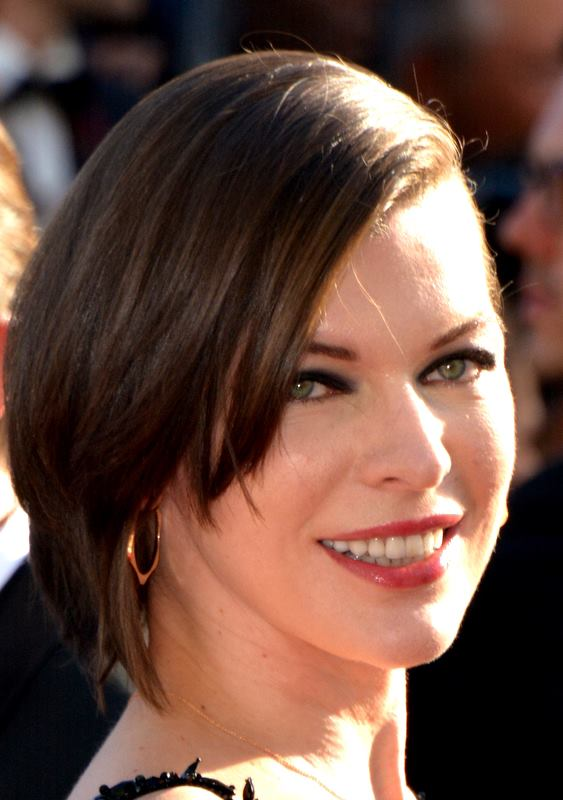
Milla Jovovich

  - Milla Jovovich, actriz, cantante, directora de cine, diseñadora de moda, empresaria y modelo ucraniana-estadounidense.
  - Nick Dinsmore, luchador estadounidense.
- 18 de diciembre: 
  - Sia, cantante australiana.
  - Trish Stratus, luchadora canadiense.
- 19 de diciembre: 
  - Nicolás Saavedra, actor chileno.
  - Olga Rodríguez, periodista, investigadora y escritora española.
- 20 de diciembre: 
  - Ignacio Escolar, periodista español.
  - Bartosz Bosacki, futbolista polaco.
- 21 de diciembre: 
  - Charles Michel, primer ministro belga.
  - Natalia Hernández, actriz española.
- 22 de diciembre: Marvin Andrews,
- 25 de diciembre: Fiorella Cayo, actriz, bailarina, cantante y empresaria peruana.
- 26 de diciembre: 
  - Marcelo Ríos, tenista chileno.
  - María Vasco, exatleta española especialista en marcha atlética.
- 27 de diciembre: Heather O'Rourke, actriz estadounidense (f. 1988).
- 29 de diciembre: Teresa Perales, nadadora, expolítica y escritora española.
- 30 de diciembre: 
  - Scott Chipperfield, futbolista australiano.
  - Tiger Woods, golfista estadounidense.
- 31 de diciembre: 
  - Sendoa Agirre, futbolista español.
  - Reagan Foxx, actriz pornográfica y modelo erótica estadounidense.
  - Toni Kuivasto, futbolista finlandés.
  - Mikko Sirén, baterista finlandés, de la banda Apocalyptica.

### Fechas desconocidas
- Ali Al Jallawi, poeta bareiní.
- Rishab Aiyer Ghosh, informático indio.
- Maria Llopis, artista feminista.

## Fallecimientos

### Enero
- 4 de enero: Carlo Levi, escritor y pintor italiano (n. 1902).
- 11 de enero: Max Lorenz, tenor alemán (n. 1901).
- 11 de enero: Juan Ignacio Luca de Tena, comediógrafo, diplomático y periodista español (n. 1897).Discurso de Gustavo Rojas Pinilla en la Casa de Nariño, tras asumir la presidencia por medio de un golpe de Estado.[4]

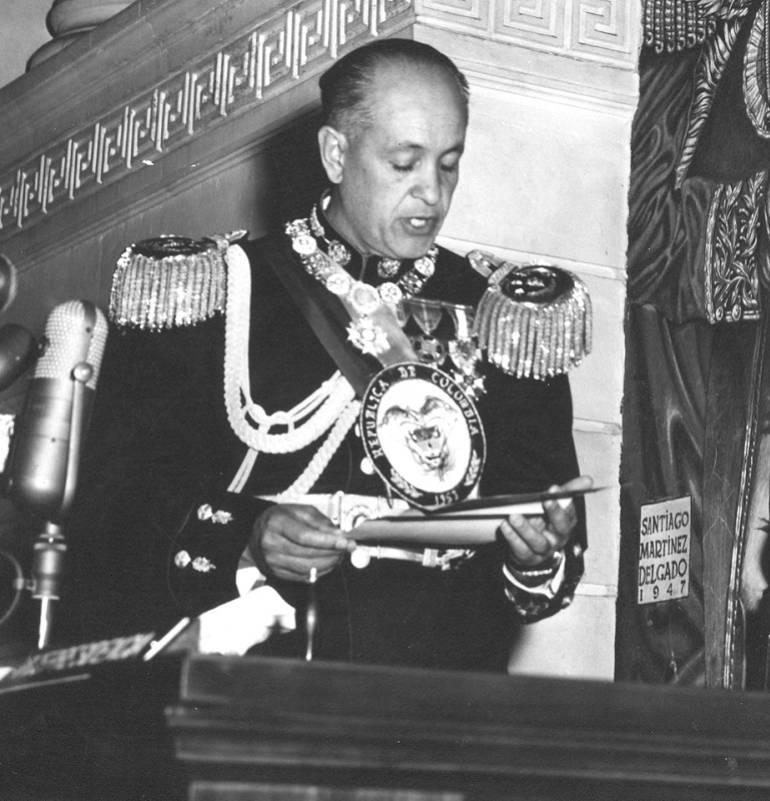
Discurso de Gustavo Rojas Pinilla en la Casa de Nariño, tras asumir la presidencia por medio de un golpe de Estado.

- 17 de enero: Gustavo Rojas Pinilla, militar, ingeniero y presidente colombiano entre 1953 y 1957 (n. 1900).
- 24 de enero: Larry Fine, actor y comediante estadounidense (n. 1902).
- 29 de enero: Eduardo Márquez Talledo, compositor peruano (n. 1902).

### Febrero
- 10 de febrero: Nikos Kavvadías, poeta griego (n. 1910).
- 10 de febrero: Dave Alexander, ex-bajista de la banda estadounidense The Stooges (n. 1947).
- 11 de febrero: Richard Ratsimandrava (43), presidente malgache; asesinado (n. 1931).
- 12 de febrero: P. G. Wodehouse (93), escritor inglés-estadounidense (n. 1881).
- 26 de febrero: Francisco Laureana (22), joven argentino, acusado de ser un asesino serial; acribillado por la policía (n. 1952).

### Marzo
- 2 de marzo: Salvador Mestres, autor de historietas e ilustrador español (n. 1910).
- 7 de marzo: Mijaíl Bajtín, crítico literario y lingüista soviético (n. 1895).
- 8 de marzo: George Stevens, cineasta, productor y guionista estadounidense (n. 1904).
- 13 de marzo: Ivo Andrić escritor yugoslavo, premio Nobel de literatura 1961 (n. 1892).
- 16 de marzo: T-Bone Walker, guitarrista estadounidense (n. 1910).

### Abril
- 4 de abril: Albert Rudomine, fotógrafo francés (n. 1892).

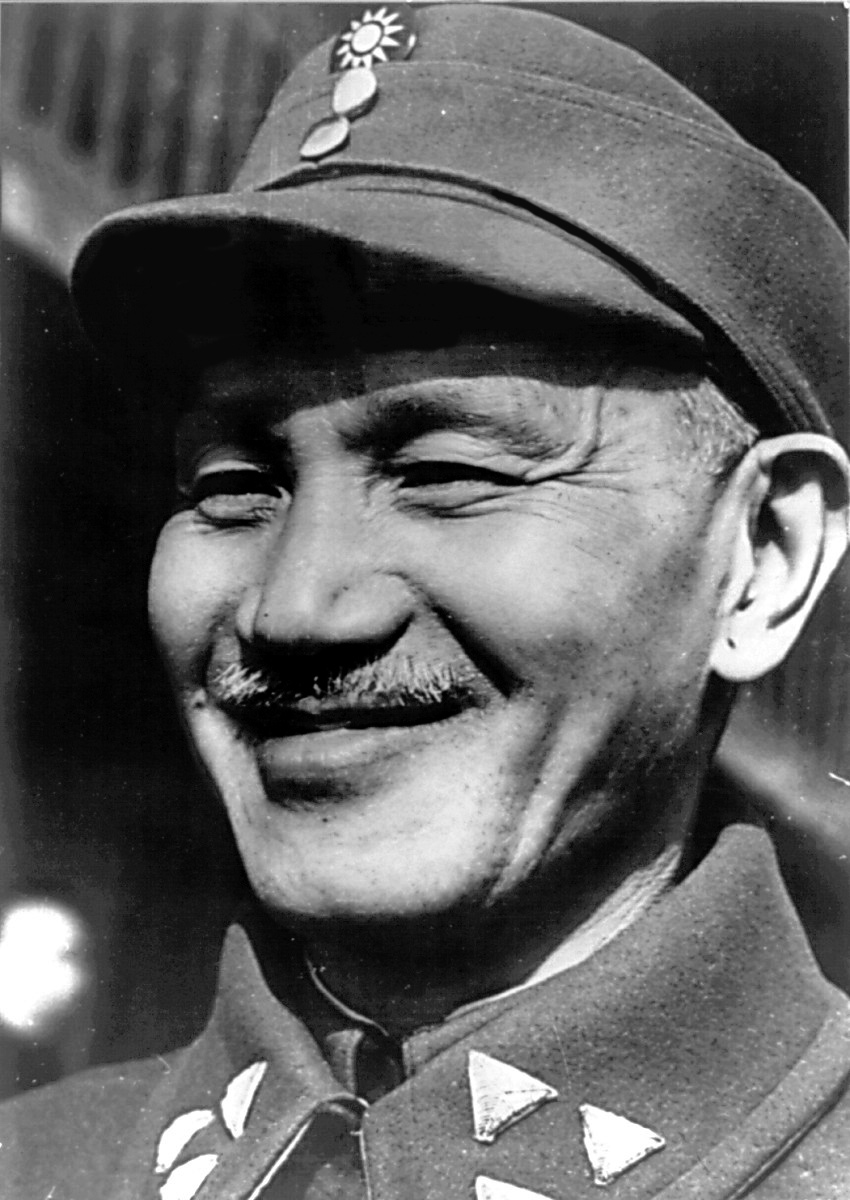
Chiang Kai-shek

- 5 de abril: Chiang Kai-shek, militar, estadista y dictador chino (n. 1887).
- 12 de abril: Joséphine Baker, bailarina, cabaretera y actriz franco-estadounidense (n. 1906).
- 13 de abril: François Tombalbaye, presidente chadiano (n. 1918).
- 14 de abril: Fredric March, actor estadounidense (n. 1897).
- 24 de abril: Pete Ham, guitarrista, compositor, cantante (n. 1947).

### Mayo
- 4 de mayo: Moe Howard (Moses Harry Horwitz), actor y comediante judío estadounidense, uno de los Tres Chiflados (n. 1897).
- 4 de mayo: Karl Otto Paetel, político bolchevique, filósofo neopagano y periodista alemán (n. 1906), miembro de la resistencia antinazi; expatriado en Estados Unidos, en 1961 publicó La autodefensa de los negros estadounidenses contra el apartheid que asoló ese país hasta 1967.[5]
- 10 de mayo: Roque Dalton, poeta y activista político salvadoreño (n. 1935).
- 18 de mayo: Kasimir Fajans, químico y físico estadounidense (n. 1887).
- 18 de mayo: Pichuco (Aníbal Troilo), músico argentino (n. 1914).
- 28 de mayo: Ezzard Charles, boxeador estadounidense (n. 1921); falleció de ELA (esclerosis lateral amiotrófica).

### Junio
- 3 de junio: Hermann Busch, violonchelista alemán (n. 1897).
- 5 de junio: Paul Keres, ajedrecista estonio (n. 1916).
- 13 de junio: José María Guido, abogado y político argentino (n. 1910).
- 20 de junio: Marisa Villardefrancos, escritora española (n. 1915).
- 26 de junio: Josemaría Escrivá de Balaguer, sacerdote español (n. 1902), canonizado por la Iglesia católica.
- 26 de junio: Román Fresnedo Siri, arquitecto uruguayo (n. 1903).
- 29 de junio: Dionisio Ridruejo, escritor y político español (n. 1912).

### Julio
- 10 de julio: Fausto Padín (68), actor argentino de cine, teatro y televisión (n. 1906).[6]
- 14 de julio: Héctor Pavez, cantante chileno (n. 1932).

### Agosto
- 6 de agosto: Alfonso de Orleans, infante y aviador militar español (n. 1886).
- 9 de agosto: Dmitri Shostakóvich, director de orquesta y compositor soviético (n. 1906).
- 19 de agosto: Mark Donohue, piloto de automovilismo estadounidense (n. 1937).
- 19 de agosto: Argentino Larrabure, militar argentino secuestrado durante un año (n. 1932).
- 27 de agosto: Haile Selassie, último emperador etíope (n. 1892).
- 29 de agosto: Éamon de Valera, político irlandés (n. 1882).

### Septiembre
- 10 de septiembre: George Paget Thomson, físico británico (n. 1892).
- 15 de septiembre: Carlos Conti, guionista y dibujante español (n. 1916).

### Octubre
- 4 de octubre: Nicasio Hernández Luquero, escritor, traductor y poeta español (n. 1884).
- 6 de octubre: Henry Calvin, actor, cantante lírico y comediante texano (n. 1918).
- 7 de octubre: Antonio Bienvenida, torero español (n. 1922).
- 9 de octubre: Noon Meem Rashid, poeta pakistaní (n. 1910).
- 27 de octubre: Ángela Ruiz Robles, docente y escritora española, inventora de la Enciclopedia mecánica (n. 1895).
- 30 de octubre: Gustav Hertz, físico alemán (n. 1887).

### Noviembre

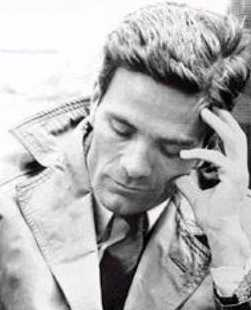
Pier Paolo Pasolini

- 2 de noviembre: Pier Paolo Pasolini, escritor y cineasta italiano (n. 1922).
- 5 de noviembre: Agustín Tosco, dirigente sindical argentino (n. 1930).
- 10 de noviembre: Manuel Aznar, periodista, político y diplomático español (n. 1894).
- 20 de noviembre: Francisco Franco, militar español, dictador entre 1939 y 1975 (n. 1892).
- 21 de noviembre: Luis Felipe Vivanco, poeta español (n. 1907).
- 29 de noviembre: Tony Brise, piloto británico de automovilismo (n. 1952).
- 29 de noviembre: Graham Hill, piloto británico de automovilismo (n. 1929), en el accidente aéreo de Embassy Hill.

### Diciembre
- 4 de diciembre: Hannah Arendt, filósofa y socióloga alemana (n. 1906).
- 4 de diciembre: Guadalupe Muñoz Sampedro, actriz española (79) (n. 1896).
- 8 de diciembre: Raimundo Martín, obispo mexicano.
- 25 de diciembre: Gaston Gallimard, editor francés (n. 1881).
- 28 de diciembre: Theodosius Dobzhansky, genetista ucraniano (n. 1900).

## Arte y literatura

### Premio Planeta
- Ganador: La gangrena de Mercedes Salisachs.
- Finalista: El pájaro africano de Víctor Alba.

### Premio Nadal
- Francisco Umbral por Las ninfas.

### Premio Pulitzer
- Novela: Michael Shaara por The Killer Angels.
- Poesía: Gary Snyder por Turtle Island.

## Ciencia y tecnología

### Astronáutica
- 19 de abril: lanzamiento del primer satélite artificial indio, Aryabhata.
- 8 de junio: lanzamiento de la sonda espacial soviética Venera 9 con destino Venus.
- 14 de junio: lanzamiento de la sonda espacial soviética Venera 10 con destino Venus.

### Ciencias forenses
- 28 de noviembre:[7] El doctor Luis Rafael Moreno González[8] funda en la Ciudad de México la Academia Mexicana de Criminalística.

## Deporte

### Juegos Panamericanos
- Se celebran los Juegos Panamericanos en Ciudad de México.

### Ajedrez
- El gran maestro estadounidense Bobby Fischer cede su título de Campeón del Mundo a Anatoly Karpov tras su derrota.

### Atletismo
- El 8 y 9 de marzo VI Campeonato Europeo de Atletismo en Pista Cubierta: celebrado en Katowice, Polonia.

### Automovilismo
- Fórmula 1:
  - Campeonato de pilotos:

  1.  Niki Lauda 64,5 pts.
  2.  Emerson Fittipaldi 45 pts.
  3.  Carlos Reutemann 37 pts.

  - Campeonato de constructores:

  1.  Ferrari 89,5 pts.
  2.  McLaren-Ford 65 pts.
  3.  Brabham-Ford 61 pts.
- Campeonato Mundial de Rally:
  - Campeonato de Constructores:

  1.  Lancia.
  2.  Fiat.
  3.  Alpine-Renault.

### Baloncesto
- Eurobasket:

  Yugoslavia.
  Unión Soviética.
  Italia.
- Copa de Europa:  Ignis Varese.
- NBA: vigesimonovena temporada de la NBA.
  - Playoffs: Golden State Warriors a Washington Bullets por 4-0.
  - MVP de la Temporada: Bob McAdoo.
  - Rookie del Año: Jamaal Wilkes.
  - Entrenador del Año: Phil Johnson
- Copa Korac:  Forst Cantú.
- Liga Nacional: Real Madrid.
- Copa del Rey de Baloncesto: Real Madrid.

### Balonmano
- Copa de Europa de Balonmano:  ASK Frankfurt/Oder.
- División de Honor: CB Calpisa.

### Béisbol
- Juego de la Estrellas: La Liga Nacional vence 6-3.
- Serie del Caribe:  Criollos de Caguas
- En la República Dominicana se funda la Liga de Verano del Cibao.

#### Competiciones nacionales
- Venezuela: Liga Venezolana de Béisbol Profesional:  Tigres de Aragua

### Ciclismo
- Tour de Francia:

1. Bernard Thévenet.
2. Eddy Merckx.
3. Lucien Van Impe.

- Vuelta ciclista a España:

1. Agustín Tamames.
2. Domingo Perurena.
3. Miguel María Lasa.

- Giro de Italia:

1. Fausto Bertoglio.
2. Francisco Galdós.
3. Felice Gimondi.

- Campeonato mundial de ciclismo en ruta

  Hennie Kuiper.
  Roger De Vlaeminck.
  Jean-Pierre Danguillaume.
- Milán-Turín:  Wladimiro Panizza.
- Burdeos-París:  Herman Van Springel.
- Lieja-Bastogne-Lieja:  Eddy Merckx.
- París-Roubaix:  Roger De Vlaeminck.
- París-Tours:  Freddy Maertens.
- Giro de Lombardía:  Francesco Moser.
- Milán-San Remo:  Eddy Merckx.
- Volta a Cataluña:  Fausto Bertoglio.
- Tour de Flandes:  Eddy Merckx.
- Campeonato de Zúrich:  Roger De Vlaeminck.
- Vuelta al País Vasco:  José Antonio González Linares.
- Vuelta a Asturias:  Miguel María Lasa.
- Gran Premio de Plouay:  Cyrille Guimard.
- Critérium Nacional:  Jacques Esclassan.
- Gran Premio de las Naciones:  Roy Schuiten.
- París-Niza:  Joop Zoetemelk.
- Gante-Wevelgem:  Freddy Maertens.
- Flecha Valona:  André Dierickx.
- Vuelta a Aragón:  Agustín Tamames.
- Omloop Het Volk:  Joseph Bruyere.
- Clásica de Amorebieta:  Antonio Martos.
- Dauphiné Libéré:  Bernard Thévenet.
- Tour de Romandía:  Francisco Galdós.
- Midi Libre:  Francesco Moser.
- Gran Premio Navarra:  José Nazábal.
- Cuatro días de Dunkerque:  Freddy Maertens.
- Vuelta a La Rioja:  Javier Elorriaga.
- Semana Catalana:  Eddy Merckx.
- Subida a Montjuic:  Eddy Merckx.
- Amstel Gold Race:  Eddy Merckx.
- Tirreno-Adriático:  Roger de Vlaeminck.
- Subida a Arrate:  Francisco Galdós.

### Fútbol

#### Campeonatos por selecciones
- Copa América:  Perú.

#### Campeonatos internacionales
- Copa Intercontinental: No se disputó.
- Copa de Campeones de la CONCACAF:  Atlético Español.
- Copa Libertadores de América:  Independiente.
- Copa de Europa:  Bayern Múnich.
- Copa de la UEFA:  Borussia Mönchengladbach.
- Supercopa de Europa:  Dynamo Kiev.

#### Campeonatos nacionales
- Argentina:
  - Torneo Metropolitano: River Plate.
  - Torneo Nacional: River Plate.
  - Primera B: Quilmes Atlético Club.
- Alemania:
  - Bundesliga: Borussia Mönchengladbach.
- Brasil:
  - Serie A: Internacional.
- Chile:
  - Primera División: Unión Española.
  - Primera B: Universidad Católica.
- Colombia:
  - Fútbol Profesional Colombiano: Independiente Santa Fe.
- Costa Rica:
  - Primera División: Deportivo Saprissa.
- Ecuador:
  - Serie A: Liga de Quito.
- España:
  - Primera División: Real Madrid.
  - Segunda División: Real Oviedo.
  - Copa del Generalísimo: Real Madrid.
- Francia:
  - Ligue 1: Saint-Étienne.
- Inglaterra:
  - First Division: Derby County.
- Italia:
  - Serie A: Juventus.
- México:
  - Primera División: Deportivo Toluca.
- Países Bajos:
  - Eredivisie: PSV Eindhoven.
- Paraguay:
  - Primera División: Olimpia.
- Perú:
  - Liga Peruana de Fútbol: Alianza Lima.
- Uruguay:
  - Primera División: Peñarol.
- Venezuela:
  - Primera División: Portuguesa Fútbol Club.

#### Trofeos
- Bota de Oro:  Dudu Georgescu.
- Balón de Oro africano:  Ahmed Faras.

### Fútbol americano
- Super Bowl: Pittsburgh Steelers.

### Golf
- US Open:  Lou Graham.
- Masters de Augusta:  Jack Nicklaus.
- British Open:  Tom Watson.
- Campeonato de la PGA:  Jack Nicklaus.

### Motociclismo
- 500cc:  Giacomo Agostini.
- 350cc:  Johnny Cecotto.
- 250cc:  Walter Villa.
- 125cc:  Paolo Pileri.
- 50cc:  Ángel Nieto.

### Tenis
- Abierto de Australia:  John Newcombe y  Evonne Goolagong.
- Roland Garros: Björn Borg y  Chris Evert.
- Wimbledon:  Arthur Ashe y  Billie Jean King.
- Abierto de los Estados Unidos:  Manuel Orantes y  Chris Evert.
- WTA Tour Championships:  Chris Evert.
- Tennis Masters Cup:  Ilie Nastase.
- Copa Davis:  Suecia.
- Copa Federación:  Checoslovaquia.

## Cine

### Estrenos

#### Marzo
- 6 de marzo:
  - El amor en ruinas, de George Cukor.
  - Una novia llamada Katy Tippel de Paul Verhoeven.
- 7 de marzo: Profondo Rosso, de Dario Argento.
- 13 de marzo: Shampoo, de Hal Ashby.

#### Abril
- 3 de abril: Los caballeros de la mesa cuadrada y sus locos seguidores, de los Monty Python.

#### Mayo
- 4 de mayo: Siete bellezas, de Lina Wertmüller.
- 21 de mayo: El regreso de la pantera rosa, de Blake Edwards.
- 22 de mayo: El Viento y el León, de John Milius.

#### Junio
- 10 de junio: La última noche de Boris Grushenko, de Woody Allen.
- 20 de junio: Tiburón, de Steven Spielberg.
- 23 de junio: Un cadáver a los postres, de Robert Moore.

#### Agosto
- 8 de agosto: Picnic at Hanging Rock, de Peter Weir.
- 14 de agosto: The Rocky Horror Picture Show, de Jim Sharman.
- 15 de agosto: Habitación para cuatro, de Mario Monicelli.

#### Septiembre
- 21 de septiembre: Tarde de perros, de Sidney Lumet.
- 24 de septiembre: Los tres días del Cóndor, de Sydney Pollack.

#### Octubre
- La loba de las SS, de Don Edmonds.

#### Noviembre
- 6 de noviembre: La pareja chiflada, de Herbert Ross.
- 19 de noviembre: Alguien voló sobre el nido del cuco, de Miloš Forman.
- 22 de noviembre: Saló o los 120 días de Sodoma, de Pier Paolo Pasolini.

#### Diciembre
- 17 de diciembre: El hombre que pudo reinar, de John Huston.
- 18 de diciembre: Barry Lyndon, de Stanley Kubrick.
- 25 de diciembre: Hindenburg, de Robert Wise.

Todas las fechas pertenecen a los estrenos oficiales de sus países de origen, salvo que se indique lo contrario.

### Otras películas

#### Argelia
- Crónica de los Años de Fuego, dirigida por Mohamed Lakhdar-Hamina, y ganadora de la Palma de oro a la mejor película en la 28.ª edición el Festival de Cannes

#### Argentina
- Trapito, dirigida por Manuel García Ferré.

#### Austria
- Moisés y Aaron, dirigida por Danièle Huillet y Jean-Marie Straub.

#### Bélgica
- Jeanne Dielman, 23 quai du Commerce, 1080 Bruxelles, dirigida por Chantal Akerman.

#### España
- Furtivos, dirigida por José Luis Borau, ganadora de la Concha de Oro en el 23.ª edición del Festival Internacional de Cine de San Sebastián.
- Pim, pam, pum... ¡fuego!, dirigida por Pedro Olea.

#### Francia
- Sección especial, dirigida por Costa-Gavras.
- Crónica de una violación, dirigida por Yves Boisset.

#### Grecia
- El viaje de los comediantes, dirigida por Theo Angelopoulos.

#### Hungría
- Adopción, dirigida por Márta Mészáros, y ganadora del Oso de Oro a la mejor película en la 25.ª edición del Festival Internacional de Cine de Berlín.

#### Italia
- Habitación para cuatro, dirigida por Mario Monicelli.

#### México
- Rapiña, dirigida por Carlos Enrique Taboada.

#### Perú
- El Inquisidor-El inquisidor de Lima, dirigida por Bernardo Arias.
- Pantaleón y las visitadoras, dirigida por José María Gutiérrez Santos y Mario Vargas Llosa.

#### Portugal
- Benilde ou a Virgem Mãe, dirigida por Manoel de Oliveira.
- La tierra de la gran promesa, dirigida por Andrzej Wajda.

#### República Federal Alemana
- El viaje a la felicidad de mamá Küster, dirigida por Rainer Werner Fassbinder.
- La ley del más fuerte, dirigida por Rainer Werner Fassbinder.

#### URSS
- Dersu Uzala (El cazador) dirigida por Akira Kurosawa.
- El espejo dirigida por Andrei Tarkovsky.

### Premios Óscar
- Mejor Película: Alguien voló sobre el nido del cuco.
- Mejor Director: Miloš Forman por Alguien voló sobre el nido del cuco.
- Mejor Actor: Jack Nicholson por Alguien voló sobre el nido del cuco.
- Mejor Actriz: Louise Fletcher por Alguien voló sobre el nido del cuco.
- Mejor Actor de Reparto: George Burns por La pareja chiflada.
- Mejor Actriz de Reparto: Lee Grant por Shampoo.
- Mejor Guion Original: Frank Pierson por Tarde de perros.

### Premios Globo de Oro
- Mejor película - Drama: Chinatown.
- Mejor película - Comedia o musical: El rompehuesos.
- Mejor director: Roman Polanski por Chinatown.
- Mejor actor - Drama: Jack Nicholson por Chinatown.
- Mejor actor - Comedia o musical: Art Carney por Harry y Tonto.
- Mejor actriz - Drama: Gena Rowlands por Una mujer bajo la influencia.
- Mejor actriz - Comedia o musical: Raquel Welch por Los tres mosqueteros.
- Mejor guion: Robert Towne por Chinatown.
- Mejor serie - Drama: Arriba y abajo.
- Mejor serie - Comedia o musical: Rhoda.

## Música
- En Santiago del Estero se forma el grupo "Quinteto Imperial" que lanza su primer LP bajo el nombre Tirada en la Playa.

- Kiss pública su canción Rock and Roll All Nite.
- En Londres se forma el grupo de heavy metal Iron Maiden
- En Londres se forma el grupo de punk Sex Pistols.
- En Londres se forma el grupo de heavy metal Motörhead.
- En los Estados Unidos se forma Alan Parsons Project.
- En los Estados Unidos se forma el grupo de hard rock y punk The Runaways
- El cantante y actor Frank Sinatra realizó conciertos en Nueva York junto con Count Basie y Ella Fitzgerald. En Inglaterra en el London Palladium junto con Count Basie y Sarah Vaughan. Además de dar un concierto el 24 de noviembre en el Aryamehr Stadium de Teherán en Irán.

### Álbumes
- Lynyrd Skynyrd: Saturday Night Special.
- ABBA: ABBA, Greatest Hits.
- AC/DC: High Voltage, TNT.
- Aerosmith: Toys in the attic.
- Arturo "Zambo" Cavero y Óscar Avilés: Únicos.
- Black Sabbath: Sabotage.
- Bob Dylan: Blood on the Tracks, The Basement Tapes.
- Bob Marley & The Wailers: Live!
- Bruce Springsteen: Born to Run.
- Camilo Sesto: Amor libre y Jesucristo Superstar.
- Captain & Tennille: Love will keep us together
- Carpenters: Horizon
- Deep Purple: Come Taste the Band
- David Bowie: Young Americans
- Eagles: One of These Nights
- El Gran Combo de Puerto Rico: 7
- Elvis Presley: Elvis Today
- Emilio José: Mi Barca
- Fruko y sus Tesos: Fruko el grande
- Genesis: The lamb lies down on Broadway
- John Lennon: Rock 'n' roll
- José José: Tan cerca... Tan lejos
- José Luis Perales: Para vosotros canto
- KC & The Sunshine Band: KC & The Sunshine Band
- King Crimson: USA
- Kiss: Dressed to kill y Alive!.
- Kraftwerk: Radio-Aktivität
- Lalo Guerrero: Las Mañanitas con las Ardillitas
- Led Zeppelin: Physical Graffiti
- Lolita: Amor, amor
- Mike Oldfield: Ommadawn
- Módulos: Perdido en mis recuerdos y Hacia el siglo XXI (single 7.º)
- Piero: Sinfonía inconclusa en la mar.
- Pink Floyd: Wish You Were Here
- Queen: A night at the opera
- Quinteto Imperial:"Tirada en la Playa"
- Rainbow: Ritchie Blackmore´s Rainbow
- Rush: Fly by Night y Caress of steel.
- Silver Convention: Save Me
- Silvio Rodríguez: Días y flores
- Triana: El patio
- Uriah Heep: Return to fantasy
- Wings: Venus and Mars
- Yola Polastry: ¡Hola Yola! y El romance del cucharón y la espumadera

### Festivales
- El 22 de marzo se celebra la XX edición del Festival de la Canción de Eurovisión en Estocolmo,  Suecia.
  - Ganador/a: El grupo Teach-In con la canción «Ding-a-dong» representando a Países Bajos .

### Premio Ernst von Siemens
- Olivier Messiaen (compositor francés).

## Premios Nobel
- Física:  Aage Niels Bohr,  Ben Roy Mottelson y  Leo James Rainwater.
- Química:  John W. Cornforth.
- Medicina:  David Baltimore,  Renato Dulbecco y  Howard Martin Temin.
- Literatura:  Eugenio Montale.
- Paz:  Andrei Dmitrievich Sakharov.
- Economía:  Leonid Kantoróvich y  Tjalling Koopmans.